# Chiefland
Chiefland város az USA Florida államában, Levy megyében. Lakosainak száma 2316 fő (2020. április 1.).

## Népesség
A település népességének változása:

| 2010 | 2 245 |
| 2020 | 2 316 |